# John Kipling
Pour les articles homonymes, voir Kipling.
John Kipling ou Jack Kipling, né le 17 août 1897 à Rottingdean (Royaume-Uni), et mort le 27 septembre 1915 à Loos-en-Gohelle (France), est l'unique fils de l'écrivain britannique Rudyard Kipling.

## Biographie
Son père lui avait écrit le poème If (Si). 
Très myope, son engagement dans les troupes britanniques lui est plusieurs fois refusé au début de la Première Guerre mondiale. En 1915, grâce à l'intervention de son père, il est admis dans les Irish Guards. Lieutenant au 2e bataillon, il est tué lors de son premier assaut, durant l'attaque de Chalk Pit Wood à la bataille de Loos et son corps n'est pas retrouvé. Son nom est gravé sur le mémorial de l'armée britannique à Loos-en-Gohelle.
Jusqu'à sa mort en 1936, son père, Rudyard Kipling procède à des fouilles dans la région afin de retrouver les preuves de sa mort ou sa dépouille. 
Rudyard Kipling est également à l'origine de l'inscription qui figure sur la tombe des soldats inconnus britanniques : Known unto God (en français : « connu seulement de Dieu »).

## Recherche de sa tombe

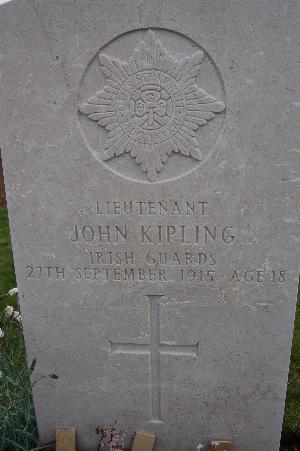

En 1991, grâce à des recoupements successifs effectués dans les archives des Irish Guards et divers documents, dont la biographie de Rudyard Kipling et les récentes recherches sur l’origine du cimetière « St Mary’s A.D.S. », les spécialistes britanniques de la Grande Guerre identifient de manière concluante la tombe du lieutenant John Kipling.
C’est dans le cimetière britannique St.Mary's Advanced Dressing Station Cemetery de Haisnes-lez-la-Bassée, cimetière érigé à l'emplacement d'un ancien poste de secours britannique où sont inhumés 1 809 corps, dont 1 709 britanniques, que repose celui de John Kipling (Lopin 7, rangée D, tombe 2). Sur la stèle de pierre blanche, à la place d’« officier inconnu des Irish Guards », a été inscrit Lieutenant John Kipling aux Irish Guards tué le 27 septembre 1915, âgé de 18 ans.
Cependant, lors d'une exposition à l'Imperial War Museum de Londres, cette identification est contestée par des spécialistes, les majors Tonie et Valmai Holt, qui affirment que cette tombe est celle du lieutenant Arthur Jacob des London Irish Guards.
(Coordonnées GPS : N 50° 29.098 E 002° 47.368    UTM: 31U E 485063 N 5592574).

## Filmographie
- Téléfilm britannique de Brian Kirk, Mon fils Jack (My Boy Jack) avec  Daniel Radcliffe dans le rôle de  John Kipling.

## Musique
- La chanson My Boy John du groupe The Entente Cordiale Project, évoque la mort de John Kipling.